# Климков, Иван Ипполитович
Ива́н Ипполи́тович Климко́в (1799—1877) — российский общественный деятель, градоначальник Петрозаводска, купец.

## Биография
Вёл винную торговлю.
Неоднократно избирался гласным Петрозаводской городской думы и уездного земского собрания.
В 1861—1862 годах — городской голова Петрозаводска.
При И. И. Климкове в августе 1862 года состоялось торжественное открытие Петрозаводского женского училища первого разряда.

## Семья
Жена — Пелагея Алексеевна, урождённая Симакова (род. 1811). Сыновья — Иван (1842—1877), Александр (род. 1846), дочь — Елизавета (род. 1843).